# 雪鹭

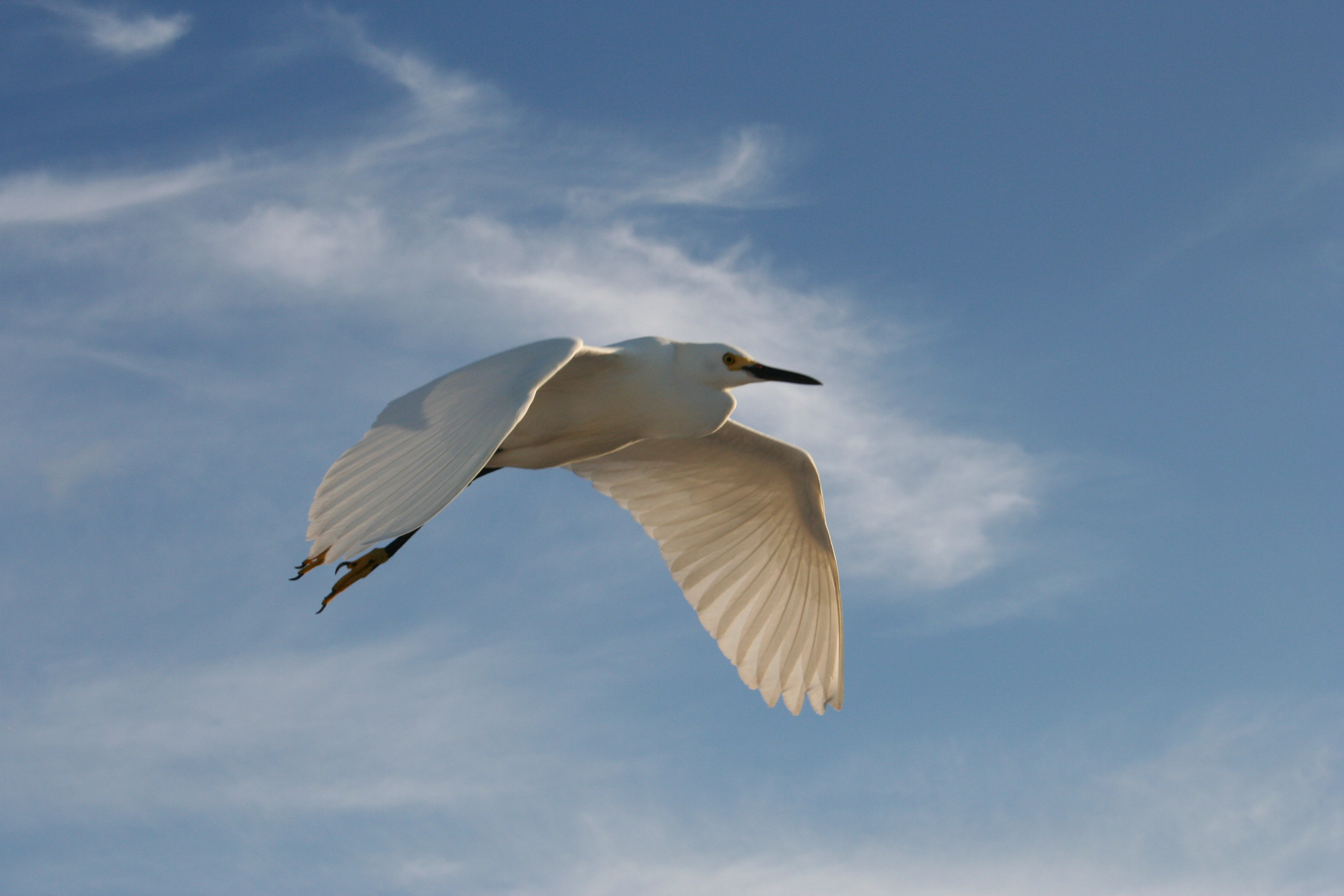
飞翔的雪鹭

雪鹭（学名： Egretta thula）是一种中小型鹭科白鷺屬鳥類，主要分布於五大湖以南的美洲地區，外形極近似於旧大陆的白鹭（其中巴哈马更都在兩者的分布範圍內）。
雪鷺的模式標本採集於18世紀的智利，其種名「thula」來自當地馬普切人的馬普切語。在馬普切語中，「Thula」指的原是黑頸天鵝，但智利的西班牙裔博物學家胡安·莫里納（Juan I. Molina）卻把「Thula」誤當成了雪鷺，他爾後在1782年發表了這個被誤用的名字，於是也因此被沿用至今。

## 特征

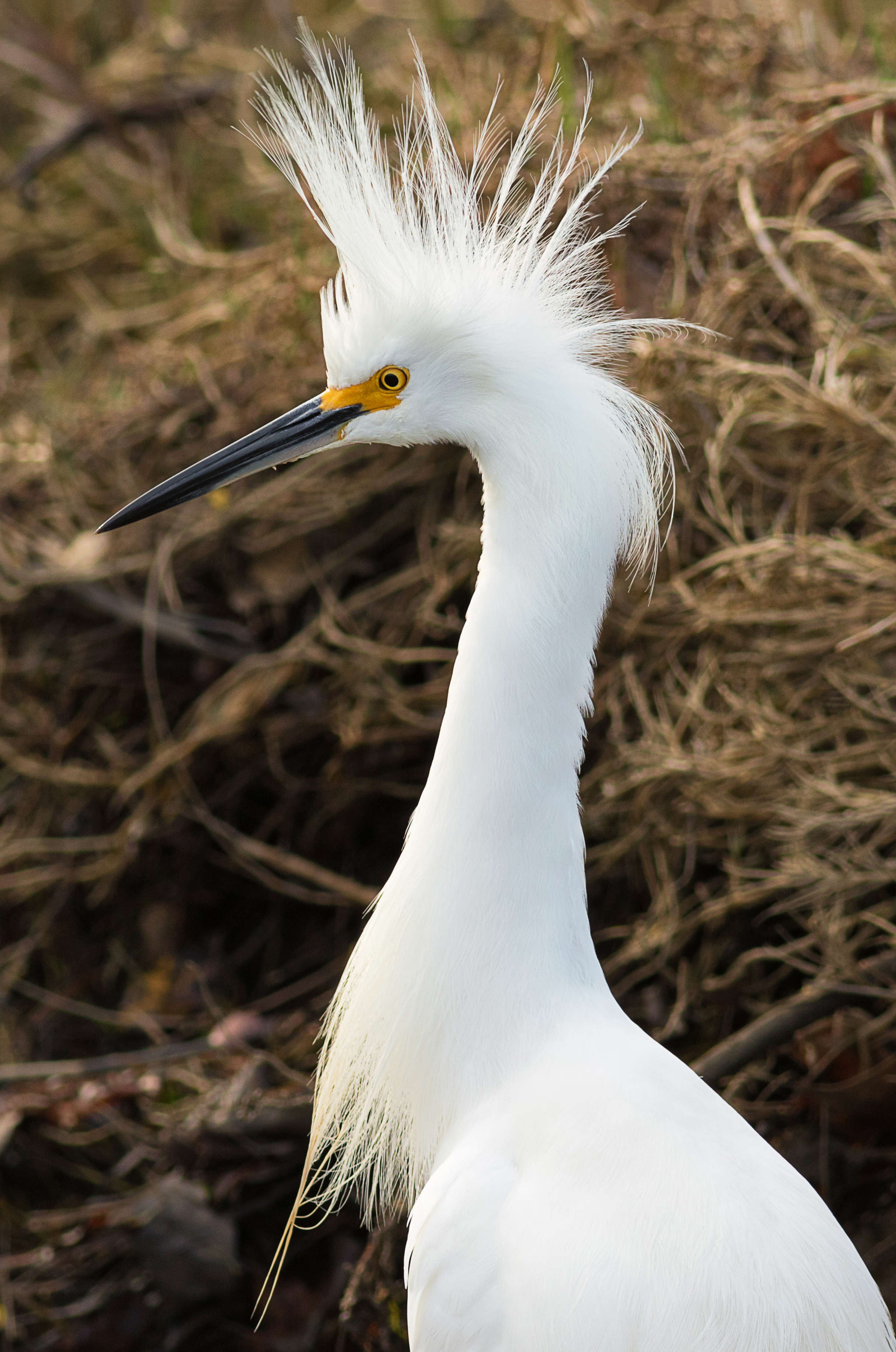
雪鷺頭部特寫（美西亞種）

成年雪鹭长56－66厘米，重375克，翼展达100厘米，全身羽毛均为白色。喙细长，黑色，腿修长，黑色，脚换色。眼前喙的上部为黄色，但是在繁殖期会变成红色，而成鸟的背部长出向後弯曲的羽毛，看起来很蓬乱。幼鸟与成鸟外表相似，但是喙的基部颜色较浅，腿背侧有一条绿色或黄色的流线。生性活泼。

## 繁殖

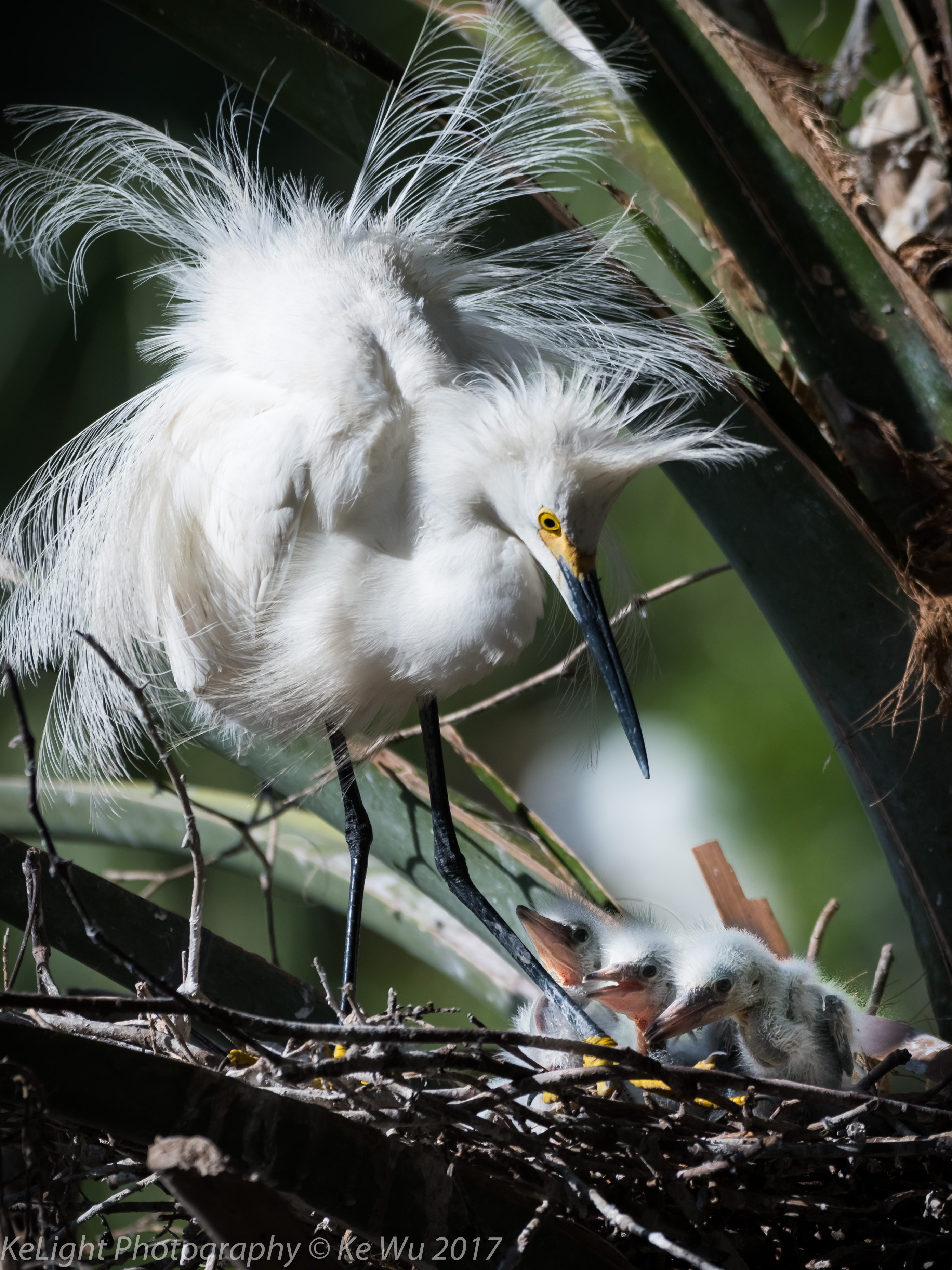
雪鷺成鳥、其幼鳥與巢。照片攝於美國佛羅里達，雪鷺在當地屬於留鳥

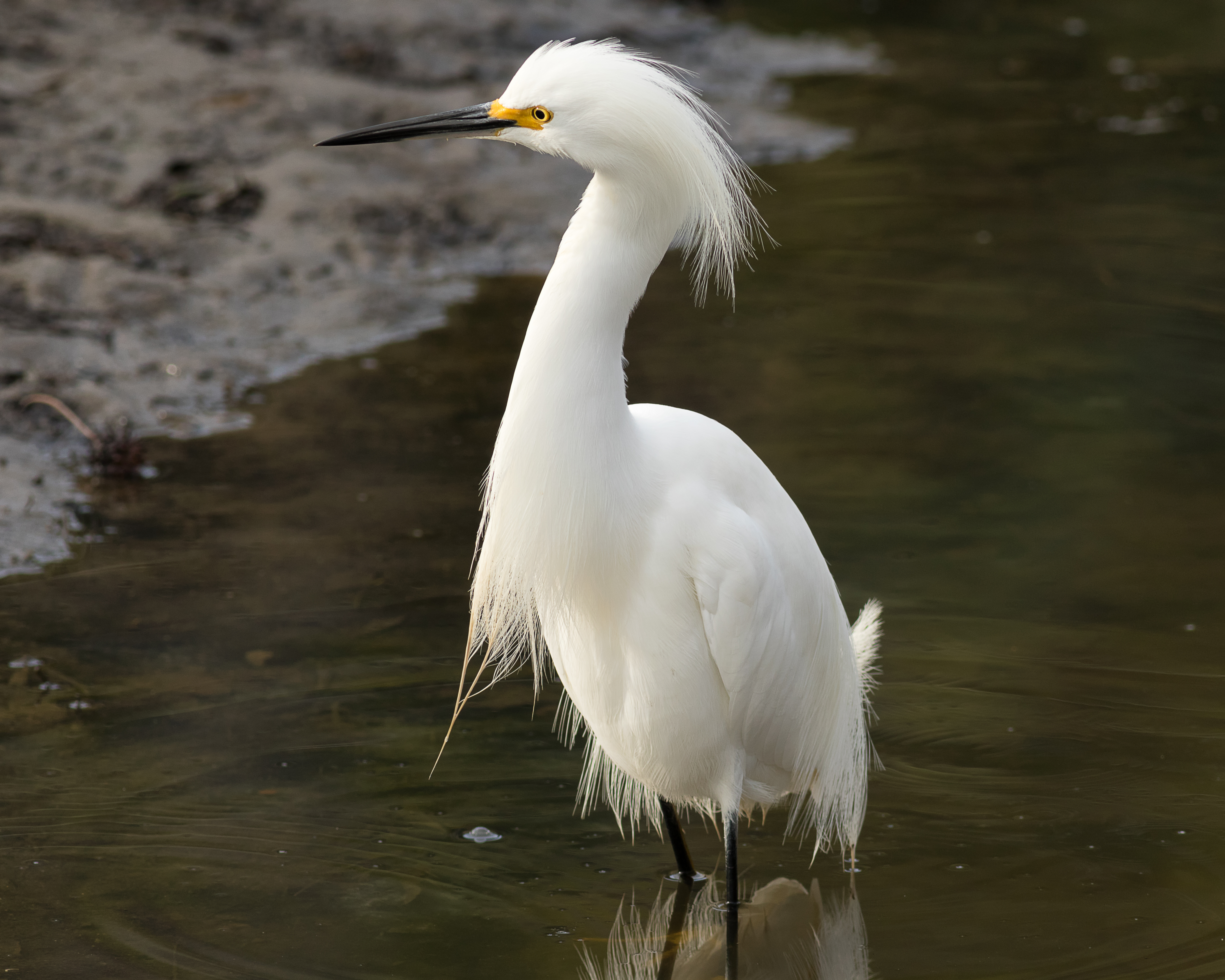
亞成鳥（美西亞種）

它们的繁殖栖息地在五大湖南部和美国西南部至南美洲的大片内陆地区和沿岸湿地。北美洲东部的繁殖地区包括大西洋和美國墨西哥灣沿岸地區延伸到缅因州至得克萨斯州，而内陆繁殖地区包括主要河流和湖泊沿岸。它们常与其他的涉禽成群筑巢，一般在乔木和灌木树枝上较平的地方筑巢。它们的巢较为扁平，较浅，以树枝构造，边沿用细枝和灯心草编织成。
卵3－4枚，蓝中带绿，双亲都会孵卵，孵化期20－21日。双亲都会在巢中孵育，到雏鸟10日大时才停止。雏鸟10－14日大时，双亲中某一方会有50%守护在巢中。在风暴期间，双亲会继续孵育2周大的幼鸟。幼鸟在出生後20－25日离巢，在最终独立前都会在巢附近的树枝上跳跃。当受到惊扰时，雏鸟会排便并反刍以清空胃内物。成鸟和幼鸟在巢外排便，而雏鸟在巢内排便。
双亲都会喂食小鸟，对於1－5日大的雏鸟，成鸟会将食物反刍到巢中底部以供小鸟取食。5日後的雏鸟能够夹住成鸟的喙以刺激成鸟反刍，使食物流入雏鸟的嘴中。由於雏鸟不是同时孵化，巢中可能会出现等级差异，这取决於巢的大小。成鸟会花费花费15%的时间喂食5－10日大的雏鸟，只花费6%的时间喂食21－25日大的幼鸟。
维持巢中卫生的活动仅限於清理蛋壳，以及将巢中成鸟和幼鸟的排泄物扔到巢外。死亡的雏鸟常会被踩踏融合到巢的结构中。

## 迁徙
部分雪鹭会永久居留在在较温暖的地点，北方群体在冬天会迁徙到中美洲和加勒比地区。繁殖期後可能会有雪鹭在向北飞行时迷失，欧洲西部可能会出现迷鸟，不过非常罕见，第一只在英国观察到的迷鸟是於2001年至2002年到苏格兰越冬。

## 亞種
雪鹭共有2个亚种，但二者外观差异很小，仅仅是从体型上来区分二者：
- 雪鷺指名亞種（学名： （Molina, 1782） ）：分布範圍北起美國東岸，經中美洲（包含巴哈馬與加勒比海地區），南抵彭巴草原與智利西南沿岸。繁殖區包含北美洲东部，南至中美洲、大安的列斯群岛和南美洲全境。总体上看来，指名亞種的体型小於美西亚种，胫骨也较短。北美洲南至南美洲北部（委内瑞拉、哥伦比亚、厄瓜多尔）的繁殖种群可能是独立的亚种 E. t. candidissima，而南美洲南部的种群一般被视为指名亚种。

- 雪鷺美西亞種（学名： Thayer & Bangs, 1909 ）：分布於美國西南部與墨西哥的下加利福尼亞一帶，繁殖區也大致在落基山脉以西。体形较大，尤其是下加利福尼亚州的种群更大。Rea (1983)認為只有下加利福尼亚地區的种群才能算是美西亞種，原因是此种群的喙明显大於别处種群，并将北美洲其他所有种群都归类到指名亚种下。

## 觅食

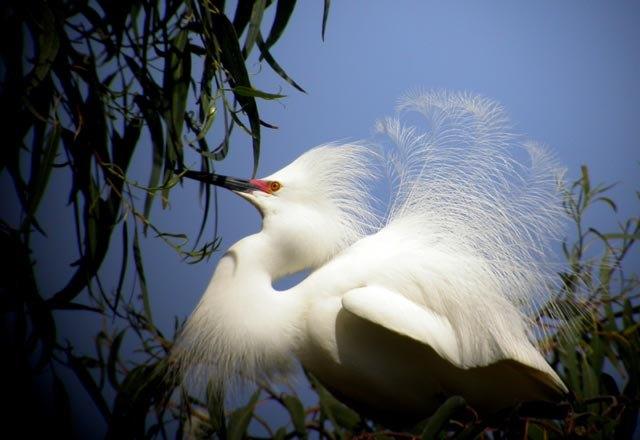
完整的繁殖羽色

雪鹭以鱼、甲殼類、昆虫和小型爬行动物为食。它们在浅水中悄悄靠近猎物，双脚跑动或慢慢移动，将猎物赶入它们的视野中，同时双脚紧贴水面飞行并将双脚浸入水中捕获猎物。它们也可能会站立不动，待猎物靠近时伏击猎物，或者在开阔牧场中觅食由家畜惊扰钻出地面的昆虫。

## 鸣叫
长有绒羽的幼鸟会发出轻柔的嗡嗡声，乞求食物时会发出频率高达2,500－3,500 Hz的2－3个音节。它们在繁殖地点以外的地方很少鸣叫，当从觅食地点被驱赶时，它们会发出高音调的Aargaarg声。它们进行侵略性表演时伴有低音调的Arg-Aarh-Aah-Raah叫声，当竞争表演的程度更为强烈时，它们的叫声会更为尖锐刺耳。它们竞争表演时的鸣叫频率最高可达1,100－1,200 Hz。静立和空中展翅表演时会发出A-wah-wah-wah。问候鸣叫的特征是2个1秒的长音节後接若干个0.1秒的短音节，频率可高达1,700 Hz。它们在追赶飞行或争夺猎物时可能会发出Aarg叫声。雄鸟和雌鸟都能发出高音调的占领领地叫声Aarh，但只有雄鸟在求偶时才能发出很有特点的Arg-obble或低音调的气泡音或咕噜音Wah-wahwah。攫夺猎物时颚骨会快速的合在一起，发出嗒嗒声。

## 保护现状
雪鹭的美丽羽衣曾经有很大的需求量，因为猎手会将羽衣制成女帽上的装饰物销售。正式由於这一原因，雪鹭的种群数量降低至危险的低水平。1886年时，雪鹭為32美元每盎司，是現在黃金價格的2倍。掠奪雪鹭羽毛的捕獵活動約始於1880年，在1903達到頂峰，直到1910年才停止，因為這種行為引起了民眾的公憤，促成了減少屠殺雪鹭的法律條文的出台。美国也颁布《Migratory Bird Treaty Act of 1918》保护雪鹭。而中美洲和南美洲继续雪鹭的捕猎，因为欧洲对此有需求。羽毛贸易中断後，雪鹭的数量大幅度增加，其分布区达到了历史上从未有过的大面积。